# رود اپره
رود اپره رودی است که به رود ماموره می‌ریزد. این رود از کشور بولیوی می‌گذرد.